# Forêts boréales canadiennes
Les forêts boréales canadiennes forment une région écologique identifiée par le Fonds mondial pour la nature (WWF) comme faisant partie de la liste « Global 200 », c'est-à-dire considérée comme exceptionnelle au niveau biologique et prioritaire en matière de conservation. Elle regroupe trois écorégions terrestres du Nord canadien :
- la taïga du Bouclier canadien oriental
- la taïga des Territoires du Nord-Ouest
- la taïga du Bouclier canadien septentrional